# Comuna Helle
Helle (Helle Kommune) a fost o comună din comitatul Ribe Amt, Danemarca, care a existat între anii 1970-2006. Comuna avea o suprafață totală de 280,51 km² și o populație de 8.360 de locuitori (în 2004), iar din 2007 teritoriul său face parte din comuna Varde Esbjerg.